# Аннексии Эльзаса и Лотарингии
Эльзас и Лотарингия, территории Священной Римской империи, расположенные между Маасом и Рейном, были присоединены королевством Франция между XVI и XVIII веками. Эти же территории вошли в состав Германской империи в XIX веке, а затем Третьего рейха в XX веке, прежде чем снова стать частью Франции.

## Исторический контекст
Территории Священной Римской империи, в настоящее время соответствующие регионам Лотарингия и Эльзас, были очень раздроблены, поэтому для королевства Франции было относительно легко применять политику аннексии в соответствии с «естественной» границей по реке Рейн. Таким образом, к Франции были присоединены территории трех епископов, Страсбурга, городов декаполиса и герцогства Лотарингия. В XIX веке часть этих территорий, считавшихся немецкими, была передана Германской империи, которыми она владела с 1871 по 1918 год, затем они попали под контроль Третьего рейха и считались его территорией с 1940 по 1945 год.

## Французские аннексии (XVI-XVIII века)

### Марш на Австразию
Территории Священной Римской империи, в настоящее время соответствующие регионам Лотарингия и Эльзас, были очень раздроблены, поэтому для королевства Франции было относительно легко применять политику аннексии в соответствии с «естественной» границей по реке Рейн. Таким образом, к Франции были присоединены территории трех епископов, Страсбурга, городов декаполиса, а позднее герцогства Бар и герцогства Лотарингия. Все эти территории во времена франков входили в Австразию

### Аннексия Эльзаса (1648-1697)

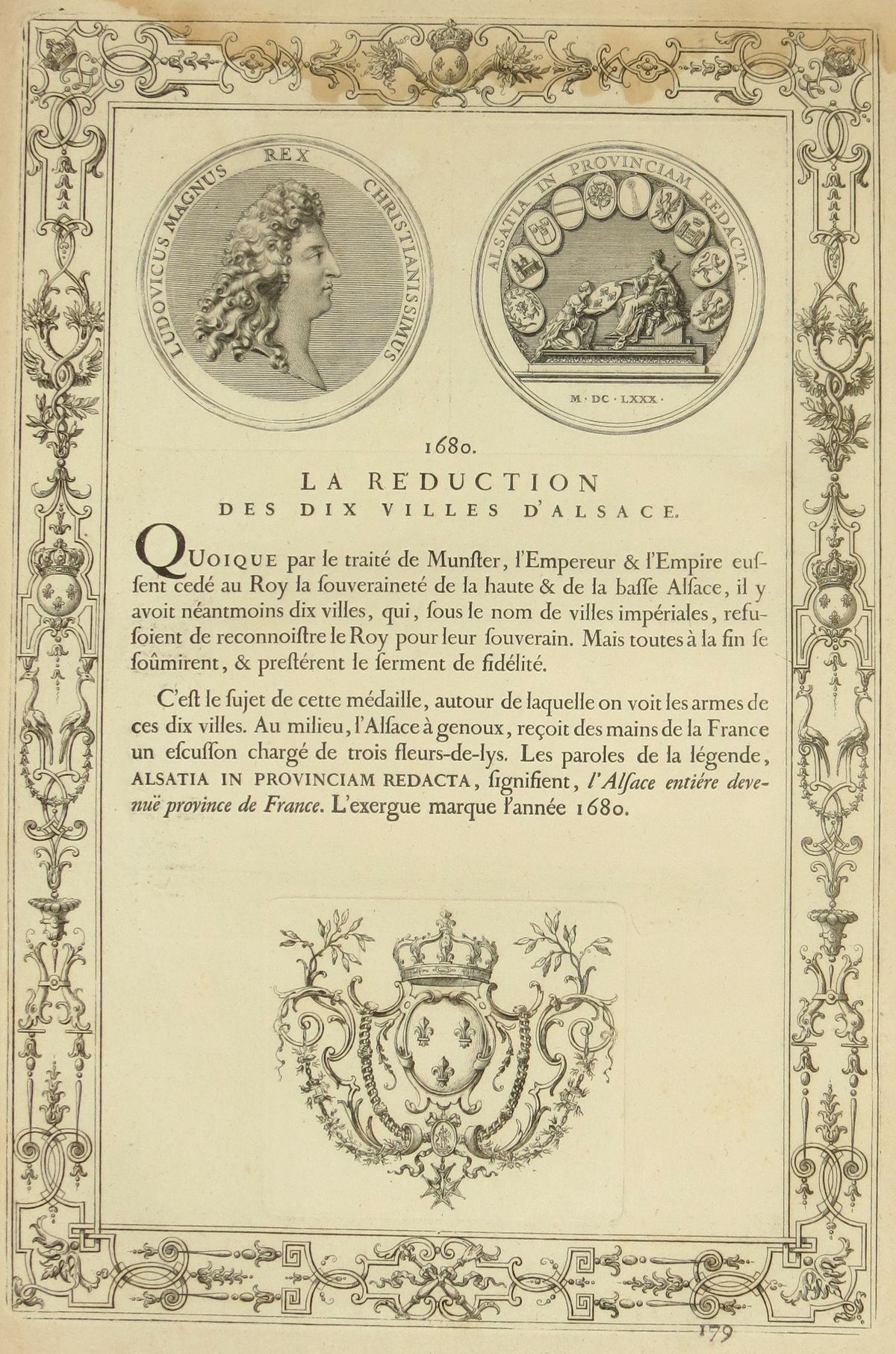
Документ, относящийся к созданию медали в память о «Присоединении десяти городов Эльзаса в 1680 году», выдержка из статута медали об основных событиях всего правления Людовика XIV, 1723.

24 октября 1648 года соперничество между Австрией и Бурбонами привело к заключению Вестфальского мира, положившего конец Тридцатилетней войне. Франция, которая стала крупным победителем этого длительного конфликта, по его итогу расширяет свою территорию на восток: Мец, Туль и Верден признаны французами де-юре после столетия фактического протектората. Франция аннексирует часть Эльзаса, в частности Зундгау и города эльзасского декаполиса.
В 1675 году битва при Туркхайме, проигранная войсками Священной Римской империи, позволяет Франции аннексировать новые территории в Эльзасе.
Создание «Залов для заседаний» в Меце, Безансоне и Бризахе позволяет Людовику XIV аннексировать новые территории без излишней борьбы, в частности благодаря политике присоединений. Таким образом, по решению от 22 марта 1680 года Совет Эльзаса воссоединяет королевство Франция с бейливиками Куценхаузен, Бергзаберн, Аннвайлер, Гутемберг, Госсервайлер, Фогельбург, Отбург, Клебург, Фалькенбург, селом Рехтенбах, половиной деревни де Дамбах, а также замком и деревней Ридсельц. Решением от 9 августа 1680 года Совет Эльзаса объединяет с королевством графства Ханау-Лихтенберг и Обербрунн, баронство Флекенштайн, бейливики Грессенштейн, Вафслен, Барр, Иллькирх, Марлем, Бишвиллер и Рейхсгофен, Зульц, Гебвиллер, Руффах, Маркольсхайм и Мармутье, графство Дагсбург (Линанж-Дабо), княжество Ла-Петит-Пьер и Мурбах, графство Хорбур, сеньорат Риквир, Бан-де-ла-Рош, земли и владения епископства Страсбург и Сен-Ипполит. В сентябре 1697 года, после подписания Рейсвейкского договора, Людовик XIV окончательно аннексировал 4/5 территории Эльзаса в пользу Франции, особенно важным стало приобретение Страсбурга и городов декаполиса.

### Аннексия Лотарингии (1552-1766)
Еще в 1301 году за то, что он выступил против короля Франции, граф Бара должен был отдать дань уважения французскому государю в качестве части своего графства, расположенного на левом берегу Мааса. Восточная часть графства Бар и герцогство Лотарингия остались в составе Священной Римской империи. Ее неотъемлемая часть, свободные города Мец, Туль и Верден и прилегающие к ним епископские княжества в апреле 1552 года в конце марша на Австразию де-факто были аннексированы королем Франции Генрихом II, который вступил в союз с немецкими протестантами. Генрих II также заручился доверием франкофильного регента молодого герцога Лотарингии и Бара Карла III, который вследствие этого будет воспитан при французском дворе. В 1633 году, несмотря на предыдущее обязательство уважать особый статус жителей трех бывших свободных имперских городов, королевство Франция учредило в Меце парламент, юрисдикция которого распространялась на Труа-Эвеше. В 1648 году по Вестфальскому договору епископство Страсбург и имперские города были де-юре аннексированы.
В феврале 1661 года в соответствии с Венсенским договором король Франции вернул герцогство Бар герцогу Лотарингии в обмен на несколько селений Лотарингии, дабы создать коридор, позволяющий Франции открыть путь в Эльзас, не проходя через чужие земли. Столица герцогства и оно само были снова оккупированы в период 1670 по 1697 года.
Аннексионистская политика присоединений продолжалась и в Лотарингии. Мецкая палата последовательно включает новые земли в состав королевства Франция:
- по решению от 12 апреля 1680 года замок и графство Вельденц;
- по первому решению от 15 апреля 1680 года земли и шателлины Конде-сюр-Мозель и Конфлан-ан-Жарниси;
- по второму решению от 15 апреля 1680 года город, замок и земли Коммерси;
- по решению от 30 апреля 1680 года графство Водемон, графство Шалиньи и замок Тюркштайн-Бланкрот;
- по первому решению от 6 мая 1680 года город и замок Эпиналь;
- по второму решению от 6 мая 1680 года город и замок Сарребур;
- по решению от 10 мая 1680 года замок, город и сеньорат Номен, а также земли Дельме;
- по первому решению от 20 мая 1680 года замок и город Хомбург и город Сен-Авольд;
- по второму решению от 20 мая 1680 года город, замок, шателлен Альба (Сарральбе);
- по решению от 23 мая 1680 года город, земли и владычество Марсала;
- по первому решению от 29 мая 1680 года замок и владычество Сампиньи;
- по второму решению от 29 мая 1680 года замок, город, шателлен и протекторат Хаттоншатель;
- по решению от 6 июня 1680 года земли и владения Сальма и Пьера-Персея;
- по решению от 12 июня 1680 года город, замок и баронство Апремонта;
- по решению от 13 июня 1680 года земли Марс-ла-Тура;
- по решению от 14 июня 1680 года город Бламонт и земли Мандр-о-Кватр-Тур, Деневр и Амермонт;
- по решению от 21 июня 1680 года замок Люцельбург;
- по решению от 27 июня 1680 года земля Брия;
- по первому решению от 28 июня 1680 года графство Де-Пон;
- по второму решению от 28 июня 1680 года замок, графство и владычество Кастра;
- по решению от 4 июля 1680 года город и владычество Дьюза;
- по решению от 8 июля 1680 года замок, город и графство Саарбрюккен;
- по первому решению от 11 июля 1680 года графство Саррюверден и Букеном;
- по второму решению от 11 июля 1680 года город, земля и владычество Оттвиллер;
- по первому решению от 15 июля 1680 года земля и сеньорат Буссевиллер;
- по второму решению от 15 июля 1680 года земля и владения Марк, Мармонтье и Оксенштейн;
- по третьему решению от 15 июля 1680 года замок и владычество Трогнон;
- по решению от 16 августа 1680 года сеньораты Серк и города Порт (Сен-Николя);
- по решению от 16 сентября 1680 года замок, земля и владычество Крешанге;
- по первому решению от 24 октября 1680 года город, земля и владычество Виртон;
- по второму решению от 24 октября 1680 года замок, земля и владычество Битче;
- по первому решению от 7 ноября 1680 года замок, земля и владения Оберштейн;
- по второму решению от 7 ноября 1680 года замок, земля и владычество Ремберкур-о-Потс;
- по решению от 28 ноября 1680 года замок и торговый город Муссей;
- по решению от 5 декабря 1680 года замок, земля и владычество Рехикур;
- по решению от 9 декабря 1680 года город Этейн;
- по решению от 12 декабря 1680 года графство Морханге;
- по решению от 23 декабря 1680 года земля Домевр;
- по решению от 26 декабря 1680 года город и сеньорат Гондревилль;
- по решению от 6 марта 1681 года город и сеньорат Нойфшато;
- по решению от 10 марта 1681 года города и владычества Арранси и Пьерревильеры;
- по решению от 21 апреля 1681 года графство Чини;
- по решению от 16 мая 1683 года графство Водемон;
- по решению от 2 июня 1683 года сеньораты, провосты и замки Понт-а-Муссон, Сен-Михель и другие.

Рейсвейкский договор вернул Бару и Лотарингии независимость и восстановил их зависимость от Леопольда I. Племянник императора, молодой герцог, женится на племяннице Людовика XIV, которая, как это ни парадоксально, станет душой сопротивления аннексионистской политике Франции.
В 1702 году Война за испанское наследство послужила поводом для четвертой французской оккупации герцогств Бар и Лотарингия. В 1733 году Война за польское наследство привела к тем же последствиям.
Чтобы облегчить свой брак и избрание императором Священной Римской империи, герцог Франсуа III Лотарингский согласился, несмотря на возражения своей матери, обменять свои владения на Тоскану. Герцогство Бар и Герцогство Лотарингия пожизненно были переданы Станиславу Лещинскому, отчиму Людовика XV, свергнутому королю Польши. Принято считать, что после его смерти Бар и Лотарингия станут французскими. Станислав оставит управление герцогствами своему зятю. Он умрет в 1766 году.

## Немецкие аннексии (XIX-XX века)

### Парижские договоры 1814 и 1815 годов
Согласно Парижскому договору (1814 года), Лотарингия утратила несколько муниципалитетов и деревень, включая кантон Толей, а также семь муниципалитетов кантона Сьерк-ле-Бен в пользу Пруссии.
В 1815 году часть мозельских кантонов Реллинг и Саарлуисе, а также Саарбрюккен и Сент-Джон, стали прусскими. Некоторые коммуны и деревни этих кантонов позже становятся французскими в соответствии с соглашением о делимитации от 23 октября 1829 года.
В Эльзасе в 1815 году были утеряны некоторые территории Нижнего Рейна к северу от Лаутера, одни из которых были отданы в результате первого Парижского договора 1814 года, а именно 4 кантона: Бергзаберн, Кандель, Дан и Ландау.

### Эльзас-Лотарингия в составе Германской империи (1871-1919)

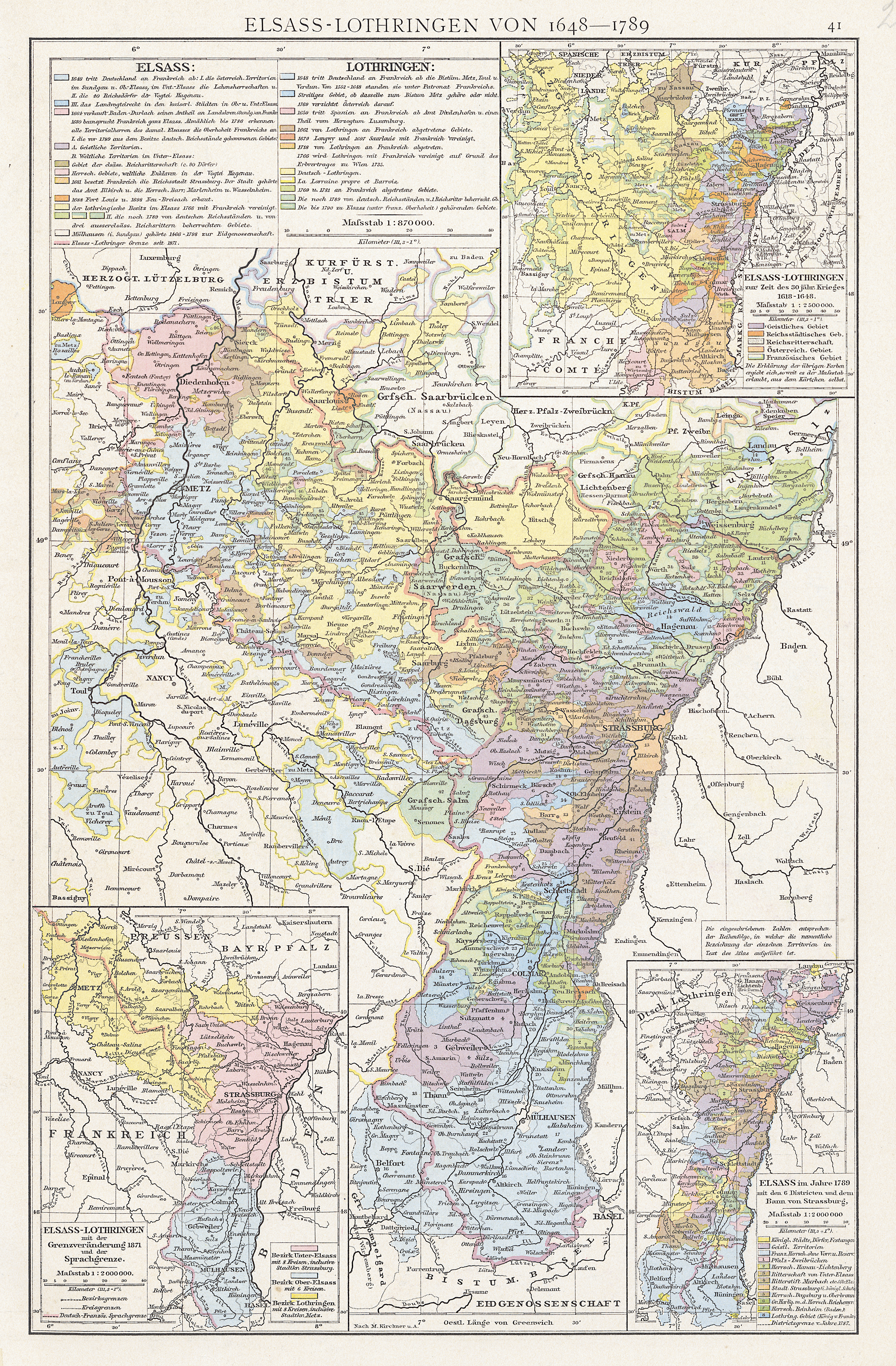
Бывшие административные образования (до 1790 года) на территориях, присоединенных к Германской империи в 1871 году

В 1871 году, после завершения франко-прусской войны, часть территории, соответствующая нынешним департаментам Нижний Рейн, Верхний Рейн и Мозель, стало частью новообразованной Германской империи. Эти территории, которые немцы считали стратегическими, поскольку они отодвигают границу от Рейна и объединяют опорные пункты Мец и Страсбург. В письме, оправдывающем присоединение этих территорий Германской империей, император Вильгельм I объясняет императрице Евгении, что настоящая причина — строго военная, которая предполагает использование новых территорий для строительства военных гласисов, и, таким образом, оттеснение французской границы за Рейн и Маас. Таким образом, не следуя языковой границе, Велчские долины Эльзаса и регион Мец присоединились к «землям империи» и стали находиться под непосредственным управлением германского императора. Предварительный мирный договор от 26 февраля 1871 года положил конец боевым действиям между Францией и Пруссией. Франкфуртский договор от 10 мая 1871 года установил условия для мира. В дополнение к крупным репарациям Франция должна уступить часть своей территории. В Эльзасе Германии переданы департаменты Нижний Рейн и Верхний Рейн, за исключением района Бельфор. В Лотарингии, бывшем департаменте Мозель, за исключением Брие, районы Шато-Сален и Сарбур, принадлежащие бывшему департаменту Мерт, а также кантоны Саль и Ширмек. До 1911 года, даты появления конституции, Эльзас-Лотарингия будет управляться непосредственно германским императором, возникнет множество конфликтных ситуаций, в том числе самый известный инцидент в Цаберне покажет напряженность между жителями региона и центральной властью в Берлине. С ноября 1918 года и до подписания Версальского договора 28 июня 1919 года Франция де-факто аннексировала регион, прежде чем он стал частью Франции в соответствии со статьей 27 Версальского договора.

### Фактическая аннексия Эльзас-Мозеля (1940-1945)
После разгрома французских армий и ухода британских войск подписание перемирия 22 июня 1940 года предусматривало оккупацию северной Франции Третьим рейхом. Нацистский режим воспользовался этой возможностью, чтобы захватить Эльзас и Мозель, несмотря на неосязаемость границ Франции, указанных в условиях перемирия. Поэтому Германия высылает французских граждан, которые демонстративно отказываются подчиняться указу, и иностранцев, считая оставшихся людей гражданами Германии. Новый режим насильственно объединят молодых эльзасцев-мозеллян под нацистским флагом, что приведет к трагедии «Против нашей воли». Победа союзников и освобождение Франции с конца 1944 года до начала 1945 года положили конец этой последней аннексии.